# سسنیکا
سسنیکا (انگلیسی: Česnica) یا نان سکه (به زبان سیریلیک صربی: Божићна погача، " کریسمس  پوآچا نان تشریفاتی و گرد  است که بخشی ضروری از شام کریسمس   در سنت صربستان است. تهیه این نان ممکن است با قوانین و آیین های مختلفی همراه باشد. یک  سکه اغلب در حین ورز دادن به خمیر گذاشته می شود. اجسام کوچک دیگری نیز ممکن است وارد شوند. در آغاز شام کریسمس، سسنیکا سه بار در خلاف جهت عقربه‌های ساعت چرخانده می‌شود، قبل از اینکه بین اعضای خانواده شکسته شود. فردی که سکه را در تکه نان خود پیدا کند، ظاهراً در سال آینده بسیار خوش شانس خواهد بود. سسنیکا در باورهای عامیانه برای پیشگویی ( طالع‌بینی) یا تأثیرگذاری بر مقدار محصولات استفاده می‌شد.